# Maria Ståhlnacke
Klara Anna Maria Ståhlnacke, under en tid Berglind, ursprungligen Klara Anna Marie, född 26 augusti 1938 i Myckling i Själevads församling i Västernorrlands län, död 1 juli 2010 i Vellinge-Månstorps församling i Skåne län, var en svensk journalist.
Maria Ståhlnacke var dotter till byggnadsarbetaren Rudolf Emanuel Ståhlnacke och Agnes Viktoria Forsman. Efter att ha arbetat tre år på Långholmens fängelse i Stockholm engagerade hon sig för en humanare kriminalvård och var en av grundarna till organisationen Riksförbundet för Kriminalvårdens Humanisering (KRUM) 1966. Hon blev kurator hos Riksförbundet för hjälp åt läkemedelsmissbrukare (RFHL) i Stockholm 1966 och gick över till studenttidningen Lundagårds nybildade hjälpsökningsbyrå för narkomaner 1968. Som journalist på Aftonbladet och senare på Sveriges Television gjorde hon sig känd för sina granskande reportage där hon gav de svaga en röst. Under tio år var hon tillsammans med tredje maken verksam i Spanien, där de drev en restaurang med radiostation. Återkomna till Sverige fortsatte Ståhlnacke inom journalistiken och gjorde magasin. Hon var under lång tid reporter på Sydnytt och tilldelades Ollénpriset, SVT Syds och SR Malmös eget tv- och radiopris, 2006.
Maria Ståhlnacke var 1962–1968 gift med socialarbetaren Per Berglind (född 1940) och fick en son 1962. Hon återtog sedan flicknamnet Ståhlnacke. Andra gången var hon gift 1976–1980 med Per Gahrton (född 1943), med vilken hon fick en dotter 1967. Från 1981 till sin död var hon gift med programledaren Bo Hagström (född 1948).